# Società Sportiva Alba 1923-1924
Questa pagina raccoglie i dati riguardanti la Società Sportiva Alba nelle competizioni ufficiali della stagione 1923-1924.

## Stagione
L'Alba vinse per la prima volta il campionato laziale qualificandosi per la seconda volta alle semifinali della Lega Sud. Vinto il girone di semifinale superando allo spareggio l'ex aequo Audace di Taranto, si qualificò alla finale di Lega Sud che tuttavia fu rinviata più volte per il caso dell'incontro Savoia-Ideale nel quale l'Ideale di Bari chiedeva la vittoria a tavolino.
In un primo momento la Federazione diede ragione all'Ideale assegnandogli la vittoria a tavolino, il che comportò che la sfidante dell'Alba in finale non sarebbe stato più il Savoia bensì la Lazio. L'incontro di andata Alba-Lazio avrebbe dovuto svolgersi il 13 luglio ma fu rinviato a data da destinarsi per via del controricorso del Savoia. La squadra di Torre Annunziata vinse il ricorso e di conseguenza il girone di semifinale divenendo lo sfidante dell'Alba.
L'incontro di andata si disputò il 27 luglio 1924 a Roma ma fu annullato per errore tecnico dell'arbitro Grossi di Milano che fischiò la fine dell'incontro, che aveva visto il Savoia imporsi per 2-0, con cinque minuti di anticipo. Accortosi dell'errore, l'arbitro tentò di riprendere l'incontro ma non fu possibile per un'invasione di campo del pubblico e per la "fuga" dei giocatori dell'Alba che avevano già abbandonato lo stadio. A Torre Annunziata il Savoia si impose per 2-0 il 3 agosto ma nella ripetizione della partita di andata, il 10 agosto, l'Alba si impose per 1-0. Poiché non contava il punteggio aggregato (che avrebbe visto prevalere il Savoia per 2-1) ma solo l'esito delle partite (in cui le due squadre erano alla pari con una vittoria a testa), si sarebbe dovuto disputare uno spareggio in campo neutro.
Il Savoia tuttavia presentò reclamo alla federazione contestando l'annullamento dell'incontro del 27 luglio. Tuttavia la Lega Sud, anche su pressioni del Genoa campione del Nord che era stanco di aspettare ulteriormente e intendeva disputare al più presto la finalissima onde prepararsi adeguatamente al campionato successivo che sarebbe cominciato a ottobre, dispose che la "bella" si sarebbe disputata il 24 agosto sul neutro di Livorno onde evitare che il reclamo del Savoia portasse alla perdita di ulteriori domeniche. Sennonché l'Alba si rifiutò di partire per Livorno non avendo ricevuto dalla Lega Sud il rimborso per le spese di trasferta e fece pubblicare sul Messaggero un annuncio con cui avvisava i propri giocatori che lo spareggio era stato rinviato a data da destinarsi. In realtà sul campo del Livorno si presentarono regolarmente sia il Savoia sia l'arbitro il quale, atteso vanamente per quarantacinque minuti  l'eventuale arrivo dell'Alba, decretò la vittoria a tavolino degli oplontini che fu ratificata da Lega e Federazione alcuni giorni dopo. Dopo un campionato farsesco terminato solo ad agosto inoltrato, tra polemiche, reclami e controreclami, incontri annullati e ripetuti e risultati decisi a tavolino, si impose dunque il Savoia che poi perse onorevolmente la finalissima contro il Genoa.

## Rosa
| N. |                   | Ruolo | Calciatore        |
| -- | ----------------- | ----- | ----------------- |
|    | Italia (bandiera) | C     | Alice II          |
|    | Italia (bandiera) |       | Benincasa         |
|    | Italia (bandiera) | D     | Bruno             |
|    | Italia (bandiera) | C     | Attilio Buratti   |
|    | Italia (bandiera) |       | Caimmi            |
|    | Italia (bandiera) | D     | Giovanni Corbjons |
|    | Italia (bandiera) | D     | Augusto De Giuli  |
|    | Italia (bandiera) | C     | Giovanni Degni    |
|    | Italia (bandiera) | D     | Gino Delle Fratte |
|    | Italia (bandiera) | C     | Alcide Dossena    |

| N. |                   | Ruolo | Calciatore        |
| -- | ----------------- | ----- | ----------------- |
|    | Italia (bandiera) | C     | Augusto Faccani   |
|    | Italia (bandiera) | P     | Ottorino Fichelli |
|    | Italia (bandiera) | D     | Aimone Lo Prete   |
|    | Italia (bandiera) | D     | Attilio Mattei    |
|    | Italia (bandiera) | D     | Muratori          |
|    | Italia (bandiera) |       | Remo Nunzi        |
|    | Italia (bandiera) | C     | Luigi Proietti    |
|    | Italia (bandiera) | P     | Italo Ricci       |
|    | Italia (bandiera) | C     | Pierino Rovida    |
|    | Italia (bandiera) | A     | Ezio Stoppoloni   |

## Risultati

### Prima Divisione

#### Girone laziale

##### Girone di andata
| Arbitro: | Senes (Napoli) |

|                                      |           |  |
| Rovida 14’ Caimmi 16’, 53’ Degni 55’ | Marcatori |  |

| Arbitro: | Cornaro (Roma) |

|                       |           |                                                                 |
| Primavera II 23’, 35’ | Marcatori | 2’, 74’ Lo Prete 12’ (rig.) Mattei 44’, 68’ Corbjons 87’ Rovida |

| Arbitro: | Caroncini (Roma) |

|  |           |                                          |
|  | Marcatori | 40’ Lo Prete 50’ Degni 78’, 84’ Corbjons |

| Arbitro: | Mannerucci (Bari) |

|                             |           |                                               |
| Maneschi 12’ Bernardini 81’ | Marcatori | 21’ (rig.) Degni 56’, 66’ Lo Prete 57’ Rovida |

| Arbitro: | Galassi (Roma) |

|            |           |              |
| Rovida 86’ | Marcatori | 47’ Bramante |

##### Girone di ritorno
| Tivoli 9 marzo 1924 6ª giornata | Tivoli | 0 – 2 A tav. | Alba Roma |  |

| Arbitro: | Cerchia (Roma) |

|                      |           |  |
| Degni 40’ Rovida 70’ | Marcatori |  |

| Arbitro: | Andreoli (Roma) |

|                        |           |  |
| Degni 25’ Corbjons 62’ | Marcatori |  |

| Arbitro: | Galassi (Roma) |

|                             |           |                               |
| Degni 40’ (rig.) Rovida 82’ | Marcatori | 36’ Bernardini 85’ Fraschetti |

| Arbitro: | Reichlin (Napoli) |

|                           |           |  |
| Bianchi I 10’ (rig.), 39’ | Marcatori |  |

#### Semifinali Lega Sud - Girone B

##### Girone di andata
| Arbitro: | Argento (Napoli) |

|                                    |           |                        |
| Lo Prieno I 37’ Bonivento 42’, 66’ | Marcatori | 50’ Degni 78’ Alice II |

| Arbitro: | Cugnini (Ancona) |

|                        |           |                                    |
| Turk ?’ (rig.) Ferrero | Marcatori | 47’, ?’ Degni ?’, ?’ Caimmi Mattei |

| Arbitro: | Cugnini (Ancona) |

|                        |           |                         |
| Valente 17’ Sacchi 47’ | Marcatori | 65’ Lo Prete 80’ Rovida |

##### Girone di ritorno
| Arbitro: | Cugnini (Ancona) |

|            |           |                   |
| Rovida 15’ | Marcatori | 31’ De Lorenzo II |

| Arbitro: | Senes (Napoli) |

|                                                |           |      |
| Lo Prete ?’, 77’ Rovida 30’ Degni 44’ Alice II | Marcatori | Turk |

| Arbitro: | Barra (Napoli) |

|                        |           |  |
| Corbjons 5’ Caimmi 53’ | Marcatori |  |

##### Spareggio
| Arbitro: | Trezzi (Milano) |

|                      |           |  |
| Caimmi 19’ Degni 55’ | Marcatori |  |

#### Finale Lega Sud
| Arbitro: | Gama (Milano) |

|           |           |  |
| Degni 30’ | Marcatori |  |

| Arbitro: | Bagnasco (Sestri Ponente) |

|                 |           |  |
| Bobbio 43’, 60’ | Marcatori |  |

| Livorno 24 agosto 1924 Spareggio | Savoia             | 2 – 0 A tav. per forfait | Alba Roma | \| Arbitro: \| Capecchi (Livorno) \| |
| Arbitro:                         | Capecchi (Livorno) |                          |           |                                      |

## Statistiche

### Statistiche di squadra
| Competizione                     | Punti | In casa | In casa | In casa | In casa | In casa | In casa | In trasferta | In trasferta | In trasferta | In trasferta | In trasferta | In trasferta | Totale | Totale | Totale | Totale | Totale | Totale | DR  |
| Competizione                     | Punti | G       | V       | N       | P       | Gf      | Gs      | G            | V            | N            | P            | Gf           | Gs           | G      | V      | N      | P      | Gf     | Gs     | DR  |
| -------------------------------- | ----- | ------- | ------- | ------- | ------- | ------- | ------- | ------------ | ------------ | ------------ | ------------ | ------------ | ------------ | ------ | ------ | ------ | ------ | ------ | ------ | --- |
| Prima Divisione - girone laziale | 16    | 5       | 3       | 2       | 0       | 11      | 3       | 5            | 4            | 0            | 1            | 16           | 6            | 10     | 7      | 2      | 1      | 27     | 9      | +18 |
| Prima Divisione - semifinali Sud | 8     | 3       | 2       | 1       | 0       | 8       | 2       | 3            | 1            | 1            | 1            | 8            | 7            | 6      | 3      | 2      | 1      | 12     | 10     | +2  |
| Prima Divisione - finale Sud     | 2     | 1       | 1       | 0       | 0       | 1       | 0       | 1            | 0            | 0            | 1            | 0            | 2            | 3      | 1      | 0      | 2      | 1      | 4      | -3  |
| Totale                           | -     | 9       | 6       | 3       | 0       | 20      | 5       | 9            | 5            | 1            | 3            | 24           | 15           | 19     | 11     | 4      | 4      | 40     | 23     | +17 |

### Statistiche dei giocatori
| Giocatore       | Prima Divisione | Prima Divisione |
| Giocatore       | Presenze        | Reti            |
| --------------- | --------------- | --------------- |
| P. Alice (II)   | 16              | 2               |
| Benincasa       | 2               | 0               |
| Bruno           | 7               | 0               |
| A. Buratti      | 2               | 0               |
| Caimmi          | 16              | 5               |
| G. Corbjons     | 18              | 6               |
| A. De Giuli     | 12              | 0               |
| G. Degni        | 17              | 12              |
| G. Delle Fratte | 3               | 0               |
| A. Dossena      | 4               | 0               |
| A. Faccani      | 18              | 0               |
| O. Fichelli     | 5               | -2              |
| A. Lo Prete     | 18              | 8               |
| A. Mattei       | 18              | 1               |
| Muratori        | 9               | 0               |
| Nunzi           | 2               | 0               |
| L. Proietti     | 1               | 0               |
| I. Ricci        | 13              | -19             |
| P. Rovida       | 16              | 9               |
| E. Stoppoloni   | 1               | 0               |